# Currito de la Cruz (1949)
Currito de la Cruz és una pel·lícula dramàtica espanyola de temàtica taurina, dirigida en 1949 per Luis Lucia Mingarro i protagonitzada per Pepín Martín Vázquez (una de les figures de la tauromàquia més importants de la dècada del 1940), Jorge Mistral i Manuel Luna. Va ser la tercera adaptació cinematogràfica de la novel·la del mateix títol d'Alejandro Pérez Lugín.

## Repartiment
- Pepín Martín Vázquez - Currito de la Cruz
- Jorge Mistral - Ángel Romera 'Romerita'
- Manuel Luna - Manuel Carmona
- Nati Mistral - Rocío
- Tony Leblanc - Gazuza
- Juan Espantaleón - Don Ismael
- Félix Fernandez - Copita
- Amparo Martí - Sor María
- Francisco Bernal - Banderiller de Romerita
- Eloísa Muro -Teresa
- Arturo Marín - Marqués
- Rosario Royo - Manuela
- Manuel Requena - El Gordo
- María Isbert - Margaret
- José Prada - Doctor
- Alicia Torres
- Santiago Rivero - Membro quadrilla Carmona